# Jeremy Maguire
Jeremy Maguire (10 augustus 2011) is een Amerikaans acteur. Hij is vooral bekend als Joe Pritchett uit de sitcom Modern Family. In 2017 maakt Maguire zijn filmdebuut in I'm Not Here.

## Filmografie
- Turner & Hooch  (2021) als Matthew Garland
- Modern Family (2015-2020) als Joe Pritchett
- The Last Ship (2018) als Frankie Green
- I'm Not Here (2017) als Trevor
- Hoy nos toca (2017) als zichzelf
- General Hospital (2016) als Child Morgan
- Untitled Sarah Silverman Project (2016) als Russell

## Trivia
- De rol van Joe Pritchett in Modern Family werd oorspronkelijk gespeeld door Pierce Wallace, maar de producers wilden een oudere acteur voor de rol.

- Library of Congress Control Number: no2019002115
- Virtual International Authority File: 2332154741636853110006
- WorldCat: E39PBJhXc6Jth3DYgCGkq4cQMP